# Juraj Bellan
Juraj Bellan (ur. 30 stycznia 1996) – słowacki kolarz szosowy i przełajowy.
Bellan w młodszych kategoriach wiekowych regularnie rywalizował również jako kolarz przełajowy – w dyscyplinie tej zdobywał medale mistrzostw kraju w kategorii juniorów, a także startował w juniorskich i młodzieżowych (U23) mistrzostwach świata oraz Europy. Jako kolarz szosowy z kolei startował między innymi w mistrzostwach świata, Europy, czy igrzyskach europejskich nie tylko w młodszych kategoriach (junior i U23), ale także w zmaganiach elity.

## Osiągnięcia

### Kolarstwo szosowe
Opracowano na podstawie:

2013
- 2. miejsce w mistrzostwach Słowacji juniorów (jazda indywidualna na czas)
- 2. miejsce w mistrzostwach Słowacji juniorów (start wspólny)

2014
- 1. miejsce w mistrzostwach Słowacji juniorów (jazda indywidualna na czas)

2015
- 1. miejsce w mistrzostwach Słowacji U23 (jazda indywidualna na czas)

2017
- 2. miejsce w górskich szosowych mistrzostwach Słowacji (jazda indywidualna na czas)
- 1. miejsce na 4. etapie Grand Prix Chantal Biya

2018
- 1. miejsce w klasyfikacji górskiej Karpackiego Wyścigu Kurierów
- 1. miejsce w Grand Prix Chantal Biya
  - 1. miejsce w klasyfikacji młodzieżowej
  - 1. miejsce na 2. etapie

2019
- 3. miejsce w In the footsteps of the Romans

2020
- 1. miejsce w klasyfikacji górskiej Tour de Serbie

## Rankingi

### Kolarstwo szosowe
| Rok             | 2017  | 2018 | 2019  | 2020  | 2021  |
| --------------- | ----- | ---- | ----- | ----- | ----- |
| World Ranking   | 1077. | 841. | 1064. | 1859. | 1440. |
| UCI Europe Tour | 1088. | 967. | 760.  | 1372. | 1025. |
| UCI Africa Tour | 75.   | 57.  |       |       |       |
|                 |       |      |       |       |       |
| Źródło: UCI     |       |      |       |       |       |